# Free Internet Chess Server
 (décembre 2014).
Si vous disposez d'ouvrages ou d'articles de référence ou si vous connaissez des sites web de qualité traitant du thème abordé ici, merci de compléter l'article en donnant les références utiles à sa vérifiabilité et en les liant à la section « Notes et références ».
Free Internet Chess Server (FICS) est un serveur de jeu en ligne consacré aux échecs.
C'est une alternative gratuite à Internet Chess Club (ICC), qui partageait à l’origine le même code source, qui a vu le jour après que celui-ci a décidé de mettre fin à sa politique d’enregistrements gratuits en 1995 et d’exiger des abonnements payants.[réf. nécessaire]

## Historique
Le premier serveur de parties d’échecs se nommait Internet Chess Server (ICS) et fut développé par des bénévoles dans les années 1980. En 1995, une majorité d’administrateurs décidèrent de changer son nom ainsi que sa politique d’enregistrement des joueurs.
Cependant, plusieurs administrateurs dissidents perçurent ce changement comme une exploitation illégitime de leur travail et s’opposèrent à la commercialisation d’ICS. Ceux-ci, menés par Chris Petroff (« Sparky » sur FICS), créèrent alors le Free Internet Chess Server dans le but de continuer d’offrir un accès gratuit et complet à ce service. Le serveur débuta ses opérations le 5 mars 1995 et il est toujours actif depuis.
FICS est un site à but non lucratif et administré par des bénévoles depuis sa fondation. En avril 2013, il y avait 730 000 comptes enregistrés dont environ 100 000 actifs au cours des six derniers mois. Il y a généralement entre 1 000 et 2 500 joueurs simultanément présents sur le serveur selon l’heure de la journée.[réf. souhaitée]

## Fonctionnement
Les utilisateurs connectés peuvent envoyer des « annonces » (seeks) dans lesquelles ils peuvent préciser la variante du jeu (par défaut les échecs orthodoxes) et la cadence souhaitée, ainsi qu’optionnellement d’autres paramètres tel que le trait, la force de l’adversaire, etc. Un autre utilisateur peut accepter cette annonce et alors la partie débute.
Il est aussi possible de défier directement un autre utilisateur, qui peut alors accepter ou décliner le défi.
Des tournois sont régulièrement organisés et annoncés sur le serveur : une fois un utilisateur inscrit à un tournoi, il est apparié automatiquement avec les autres participants du tournoi.

## Cadences de jeu et variantes
Le serveur offre différentes cadences et variantes du jeu d’échecs.
- Standard : les règles habituelles du jeu avec un temps de réflexion par joueur supérieur à 15 minutes.
- Partie à l'aveugle (Blindfold Chess).
- Blitz : règles habituelles du jeu avec un temps de réflexion par joueur compris entre 3 et 15 minutes (ou l’équivalent après 40 coups s’il y a un incrément)[1].
- Parties éclairs (Lightning) : règles habituelles du jeu avec un temps de réflexion par joueur inférieur à 3 minutes pour 40 coups.
- Suicide : un joueur gagne la partie lorsqu'il a perdu toutes ses pièces, le roi n’étant qu’une pièce comme les autres.
- Qui perd gagne (Loser’s : comme la variante « suicide », mais avec des règles supplémentaire concernant l’échec au roi.
- Atomique (Atomic) : à chaque capture, les pièces explosent et détruisent toutes les pièces se situant sur les cases adjacentes.
- Échecs aléatoires Fischer (Fischer Random Chess) : placement initial des pièces aléatoire.
- Double blitz (Bughouse) : parfois appelé « blitz à quatre » ou « alimentaire » — partie en équipe de deux joueurs sur deux échiquiers avec les couleurs inversées pour le partenaire. Toute pièce prise par un joueur est donnée à son partenaire qui pourra la replacer plus tard sur son échiquier au lieu de jouer un coup, la seule restriction étant qu’un pion ne peut être placé sur la 1re ou la dernière rangée.
- Crazyhouse : partie où chaque pièce prise par un joueur peut être replacée sur l’échiquier à la place d’un coup (avec la couleur inversée, donc celle du joueur).

Les cadences de jeu les plus rapides (lightning et blitz) sont les plus populaires. Des cadences à incrément « Fischer » sont aussi possibles.
Timeseal est un petit utilitaire fourni par FICS qui compense la latence du réseau afin d'éviter de pénaliser certains joueurs.

## Interface de jeu
Il est possible de jouer aux échecs sur FICS avec une simple interface texte telnet ; cependant, il existe de nombreuses interface graphique gratuites, qui améliorent l'aspect (échiquier, pièces, etc) et apportent des fonctionnalités supplémentaires.
Les plus utilisées sont les suivantes :
- Babaschess (Windows), une des interfaces les plus utilisées sur le serveur et qui comprend de nombreuses fonctionnalités ;
- eBoard (GNU/Linux), une des interfaces favorites avec XBoard sur GNU/Linux ;
- Thief (Windows), particulièrement appréciée par les joueurs de double blitz ;
- Jin, une interface Java qui peut donc être utilisée avec n’importe quel système d’exploitation ;
- Raptor, une autre interface Java très configurable ;
- Fixation (Mac OS), une des rares interfaces pour MacOS[réf. souhaitée] ;
- Winboard, la variante de XBoard pour Windows.
- XBoard

## Canaux de discussion
Sur FICS, il existe 255 canaux de discussion (channel) semblables à ceux d’IRC. Plusieurs ont des sujets particuliers : le canal « 1 » est réservé pour les questions ou pour demander l’aide des administrateurs, le canal « 36 » pour les sciences et les mathématiques, le « 50 » pour les discussions générales, le « 77 » pour les discussions en français, etc.[réf. nécessaire]

## Relais de parties
Lors de tournois internationaux retransmis en direct, il est possible de suivre le déroulement de plusieurs parties simultanément sur FICS et d’échanger des avis sur la partie en cours (kibitz).

## Classement
Pour les principales cadences de jeu et pour les variantes, le classement Glicko est utilisé. Il offre une distribution similaire au classement Elo, mais est recalculé après chaque partie et tient compte d’une incertitude dans la fiabilité du classement selon que c'est un joueur régulier ou occasionnel (le paramètre « RD»).